# Orthon
Der Orthon ist ein kleiner Fluss im südwestlichen Teil von Zentral-Frankreich, der im Département Sarthe der Region Pays de la Loire nördlich der Stadt Le Mans verläuft.

## Geografie

### Verlauf
Der Orthon entspringt im nördlichen Gemeindegebiet von Thoigné, entwässert generell Richtung Südwest und mündet nach rund 18 Kilometern im Gemeindegebiet von Maresché als linker Nebenfluss in die Sarthe. Im Unterlauf quert der Orthon die Autobahn A28 und die Bahnstrecke Le Mans–Mézidon.

### Orte am Fluss
(Reihenfolge in Fließrichtung)
- Thoigné
- René
- Lombray, Gemeinde René
- La Malicerie, Gemeinde Doucelles
- La Croix de Fer, Gemeinde Meurcé
- L’Orbeau, Gemeinde Vivoin
- Maresché
- La Croix Verte, Gemeinde Maresché